# Вогульский Камень
Вогу́льский Ка́мень – самая высокая точка хребта Кваркуш, расположена в Красновишерском районе Пермского края, Россия. Высота горы составляет 1066 метров над уровнем моря. Относится к Северному Уралу.
Название горы происходит от наименования народности манси, которую русские называли «вогулами». На склонах Вогульского камня находятся истоки рек Рассоха и Нижний Жигалан.
Поднимаясь на вершину Вогульского камня, можно в течение одного дня пройти несколько природных зон: от елово-пихтовой тайги до горной тундры. Ближе к вершине горы исчезает любая растительность, и ландшафт вокруг представляет собой груду камней различной формы и величины, покрытых лишайником. С Вогульского камня открывается великолепный вид на горы Главного Уральского хребта (Палласа, Гумбольдта, Казанский Камень).